# Torre de la Talaia de la Viñuela
La Torre de la Talaia de la Viñuela (Torre de la Atalaya de la Viñuela en castellà) és una torre alimara situada al municipi de La Viñuela, província de Màlaga. Servia com a comunicació des d'altres torres de guaita al llarg de la costa i el castell de Zalia. Data del segle XV. Construïda pels àrabs per defensar les terres del castell de Zalia de les possibles invasions de la costa. La Torre està construïda amb roques de pissarra formant sostres circulars amb morter de calç. Conserva una mènsula del matacà que defensa una porta situada a uns 6.5 metres d'alçada, amb brancals de maons i llinda d'una pedra, ocultant la mig destruïda volta de maons. Té uns 9,5 metres d'alçada.